# Wrestedt
Wrestedt er en kommune i Samtgemeinde Aue i den sydlige del af Landkreis Uelzen, i den nordøstlige del af tyske delstat Niedersachsen. Kommunen er en del af Metropolregion Hamburg, og huser Samtgemeindens admistration. Den har et areal på godt 140 km², og en befolkning på godt 6.500 mennesker.

## Geografi
Wrestedt ligger på Lüneburger Heide og krydses af Elbe-Seitenkanal og floden Stederau, der føres under kanalen i en tunnel lige øst for byen.
Kommunen var indtil 2011 centrum i Samtgemeinde Wrestedt bestående af kommunerne Stadensen, Wieren og Wrestedt.

### Inddeling
Kommunen Wrestedt består af landsbyerne Bollensen, Breitenhees, Drohe, Emern, Esterholz, Gavendorf, Groß Pretzier, Hamborg, Kallenbrock, Kahlstorf, Klein Bollensen, Klein London, Klein Pretzier, Könau, Kroetze, Kroetzmühle, Lehmke, Nettelkamp, Niendorf II, Nienwohlde, Ostedt, Stadensen mit dem Wohnplatz Streuberg, Stederdorf, Wieren og Wrestedt.